# Alpesi cinegelégykapó
Az alpesi cinegelégykapó  (Petroica bivittata) a madarak osztályának a verébalakúak (Passeriformes) rendjéhez és a  cinegelégykapó-félék (Petroicidae) családjához tartozó faj.

## Rendszerezése
A fajt Charles Walter De Vis ausztrál ornitológus írta le 1897-ben, Petroeca [sic] bivittata néven.

## Alfajai
- Petroica bivittata caudata Rand, 1940
- Petroica bivittata bivittata De Vis, 1897[2]

## Előfordulása
Új-Guinea szigetén, Indonézia és Pápua Új-Guinea területén honos. Természetes élőhelyei a szubtrópusi és trópusi hegyi esőerdők, magaslati füves puszták és cserjések. Állandó, nem vonuló faj.

## Megjelenése
Testhossza 11 centiméter.

## Életmódja
Rovarokkal táplálkozik.

## Természetvédelmi helyzete
Az elterjedési területe elég kicsi, egyedszáma viszont stabil. A Természetvédelmi Világszövetség Vörös listáján nem fenyegetett fajként szerepel.